# Carne de horca
Carne de horca es una película española en coproducción con Italia de 1953 dirigida por Ladislao Vajda.

## Argumento
Juan Pablo, el hijo de un rico hacendado que ha perdido todo su dinero en el juego, planea el falso secuestro de su padre para cobrar el rescate y culpar de la fechoría a El Lucero, un famoso bandolero de la Sierra de Ronda, pero por una casualidad, su padre es secuestrado realmente por El Lucero y aparece asesinado. Juan Pablo emprende entonces su venganza y sigue la pista de los bandoleros, pero, irónicamente, acaba acusado de asesinato y se une a la cuadrilla del mismísimo Lucero, donde le ponen a prueba.
Juan Pablo descubre que los bandoleros saben qué diligencias asaltar porque cuentan con un contacto en la ciudad de Ronda, un hombre importante. Siguiendo a uno de sus mensajeros descubre que el traidor no es otro que el padre de su antigua novia. Es descubierto y debe tomar asilo en suelo sagrado, allí le cuenta toda la verdad al cura, que le cree y arregla una cita con el capitán que tiene como misión acabar con los bandoleros.
El ejército asalta el refugio de los bandoleros, pero El Lucero logra escapar a un pequeño pueblo que solía estar esquilmado y aterrorizado por su banda.
Esta vez, sin la protección de sus esbirros, El Lucero paga caros sus crímenes y es linchado por todos los habitantes del pueblo.

## Producción
En contraposición a los cantares de ciego que narraban la vida de los bandidos generosos nos muestra la auténtica vida de esos bandoleros de la Sierra de Ronda.
Parte del metraje se rodó en Antequera, (Málaga). El rodaje fundamental se llevó a cabo en Jerez de la Frontera en su catedral (entonces iglesia Colegiata) y las calles y Palacios del entorno de su casco histórico.
Vajda logra una magnífica película, muy conseguida estética y formalmente. La fotografía veraz contrasta la serranía con los pueblos blancos manchados de sangre por el bandolerismo. Un pulso narrativo llevado con un gran ritmo la convierte en un clásico del cine español.

## Reparto
- Rossano Brazzi es Juan Pablo de Osuna.
- Emma Penella es Consuelo.
- Fosco Giachetti es El Lucero.
- José Nieto es Chiclanero.
- Félix Dafauce es Joaquín de las Hoces.
- José Isbert es Don Félix.

## Premios
Medallas del Círculo de Escritores Cinematográficos
| Categoría   | Candidato      | Resultado |
| ----------- | -------------- | --------- |
| Mejor guion | José Santugini | Ganador   |

1.ª Semana Internacional del Cine de San Sebastián
| Categoría                                                    | Candidato       | Resultado |
| ------------------------------------------------------------ | --------------- | --------- |
| Concha de Plata a la mejor fotografía en película española   | Otello Martelli | Ganador   |
| Concha de Plata a la mejor ambientación en película española | Antonio Simont  | Ganador   |